# Johann Gottfried Tiedemann

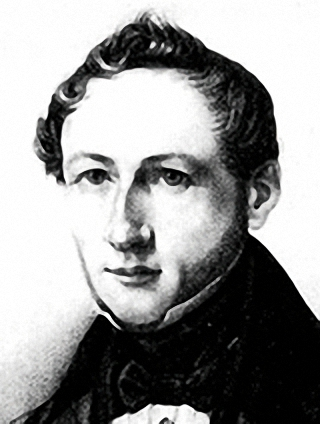
Johann Gottfried Tiedemann

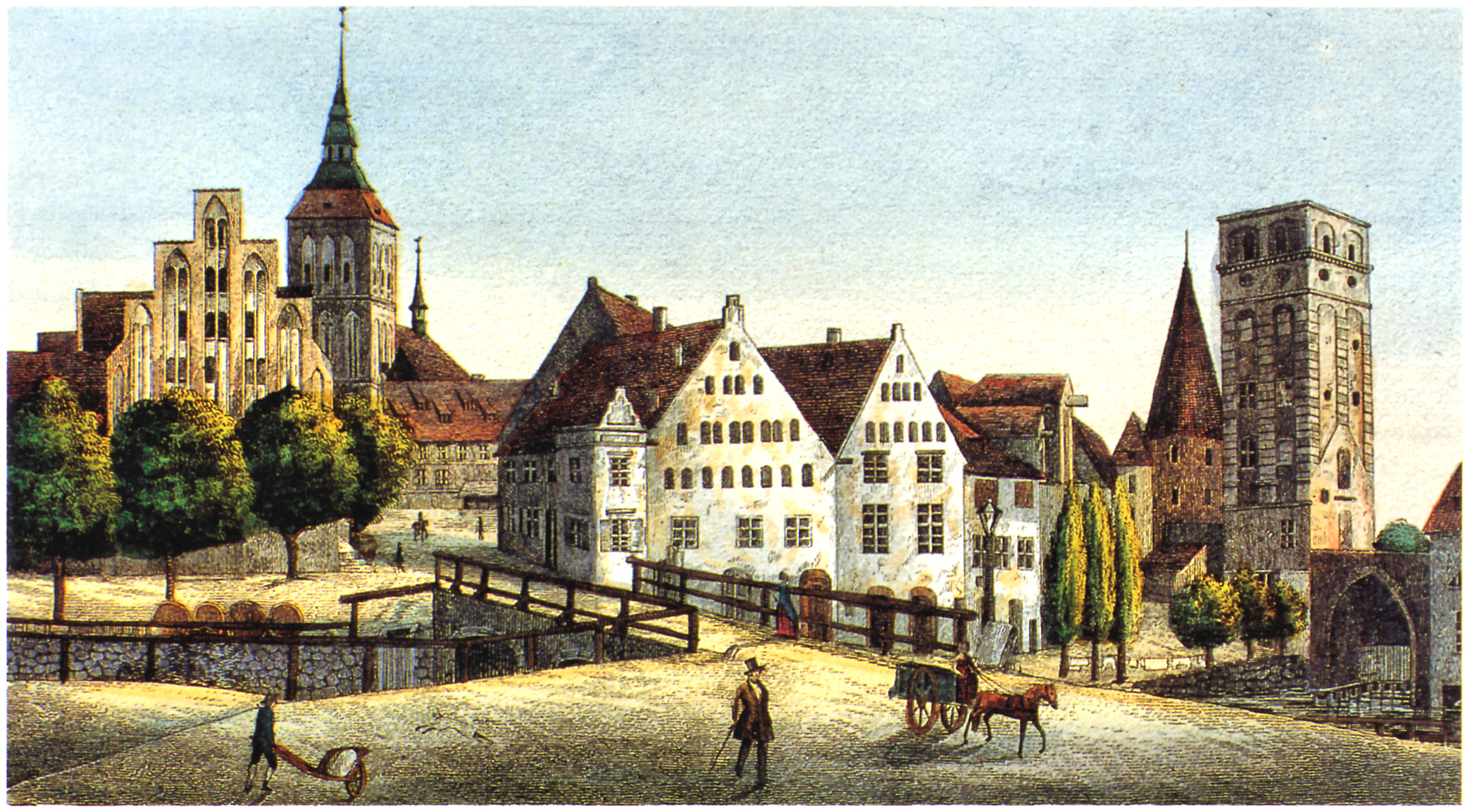
Blatt aus Meklenburg in Bildern (1845)

Johann Gottfried Tiedemann (* 18. September 1803 Hundehagen; † 10. August 1850 in Rostock) war ein deutscher Kaufmann, Buchdrucker und Verleger.

## Leben
Johann Gottfried Tiedemann wurde als Sohn eines Försters geboren. Nach einer kaufmännischen Ausbildung erwarb er 1825 das Rostocker Bürgerrecht und ließ sich in der Hansestadt als Kaufmann für Baumaterialien nieder. Neben der Vermittlung von Versicherungen betrieb er die 1826 übernommene Achillessche Steindruckerei, die er 1829 mit der Übernahme des Steinlagers zu einer leistungsfähigen Druckerei ausbaute. Im Pestjahr 1831 wurden in Johann Gottfried Tiedemanns Druckerei Gesundheits- und Reisepässe gedruckt. Für die Rostocker Pfingstmärkte druckte er die Waaren Preis Courante und einen Etui-Atlas der Erde. Ab 1828 wurden auch Gipsbüsten und Gipsfiguren verkauft. 1839 wurde Johann Gottfried Tiedemann zum Hof-Steindrucker ernannt. Seit 1837 war er Mitglied des Vereins für mecklenburgische Geschichte und Altertumskunde und lernte dort bald den anerkannten Altertumsforscher Georg Christian Friedrich Lisch kennen. Johann Gottfried Tiedemann starb an den Folgen der Ruhr.

## Auszeichnungen
- 1839 Hof-Steindrucker
- Goldene Ehrenmedaille des Mecklenburgischen Patriotischen Vereins
- Preußische Medaille für Kunst und Wissenschaft

## Druckerzeugnisse
- Wappen-Almanach der souverainen Regenten Europa’s (1842; mit 47 Wappentafeln)
- Mecklenburgisches Wappenbuch (1838/39; in schwarz/weiß und kolorierte Prachtausgabe)
- Meklenburg in Bildern (1842–1845)